# Grande Hungria

O Império Austro-Húngaro
Em verde (16), o Reino da Hungria propriamente dito.
Em vermelho (17), os territórios autónomos da Eslavónia e Croácia dentro do Reino da Hungria.
As zonas 16 e 17 incluem as fronteiras históricas do Reino da Hungria na Monarquia de Habsburgo.

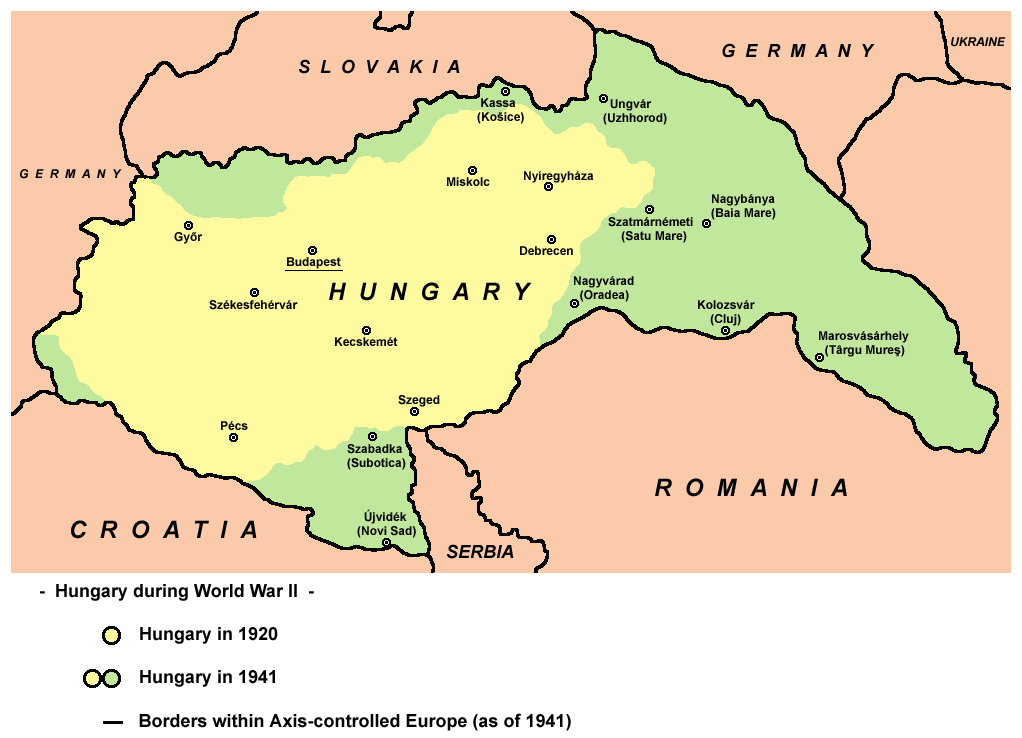
A Hungria em 1920, após o Tratado de Trianon (em amarelo) e em 1941, quando aliou-se à Alemanha nazista e obteve extensão territorial (em verde).

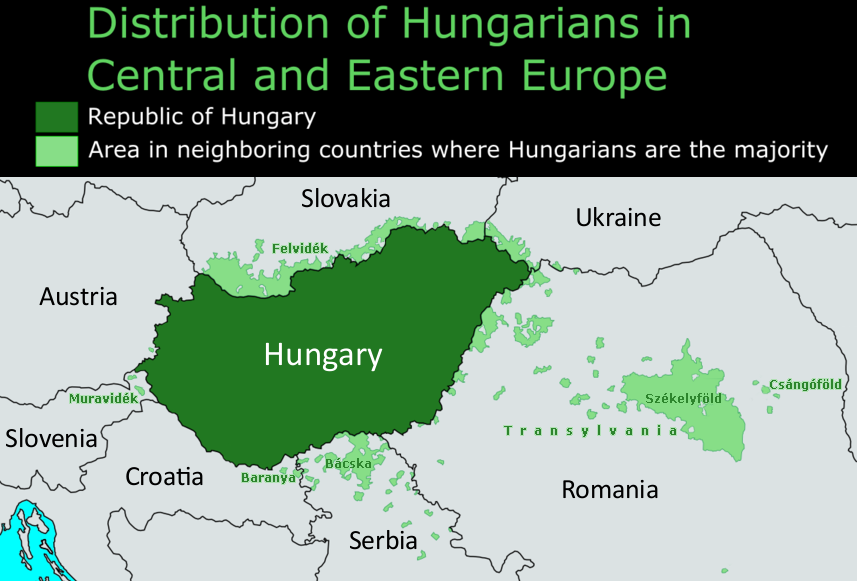
Áreas com maiorias étnicas húngaras nos países vizinhos da Hungria, de acordo com László Sebők.

Grande Hungria (em húngaro:  Nagy-Magyarország) é o termo utilizado para designar a expansão territorial da Hungria a partir do que este país era antes da Primeira Guerra Mundial.
A Grande Hungria ou Hungria Unida foi um objetivo político oficial do Estado húngaro entre as duas guerras mundiais e continua a ser um objetivo político de pequenos grupos marginalizados de nacionalistas por atuais húngaros revisionistas, embora após a Segunda Guerra Mundial, o Estado húngaro oficialmente abandonou esta política. O objetivo político da Grande Hungria emergiu após o Tratado de Trianon, que definiu as novas fronteiras do Estado húngaro (normalmente referida como a Hungria de Trianon), que perdeu cerca de 72% do seu território e cerca de dois terços dos seus habitantes, quase 3 milhões de pessoas de etnia húngara, ao abrigo do tratado. Dessa forma, a Hungria foi despojada de seu território que dominou oficialmente durante mais de um milênio, a partir da fundação cristã do Estado no ano 1000 pelo rei Estevão I.
Cabe salientar que, durante a invasão turca na Europa, que terminou em 1526 com a resistência húngara, o Principado da Transilvânia foi independente, governado por senhores e príncipes da Transilvânia com língua, cultura e identificação húngara, a nação prosseguiu e garantiu a sobrevivência da cultura húngara por 170 anos, até que ser libertada do Império Turco-Otomano e ocupada pelos austríacos em 1699. A Hungria não pôde se libertar do jugo do Império Austríaco até 1919, depois de ter promovido várias guerras de independência e de ter alcançado um acordo, em 1867, onde a Áustria reconheceu o parlamento da Hungria e criou-se uma dupla monarquia, no chamado Império Austro-Húngaro.
Após 1919, as populações húngaras que habitavam a Romênia, Checoslováquia e Sérvia foram reprimidas e foram proibidas de usar sua língua nativa, para reduzir seu número e identificação cultural. Atualmente, as populações húngaras são contadas como as minorias nos países listados acima.
Na sua política externa após a Primeira Guerra Mundial, o país estava buscando a revisão do tratado de paz: esta política isolada na década de 1920 empurrou o país para a Alemanha de Adolf Hitler na década de 1930.  Como uma justificativa para este objetivo político, os revisionistas húngaros argumentam desde a presença de minorias húngaras nos países vizinhos, às tradições históricas de aproximadamente mil anos do Reino da Hungria, ou a unidade geográfica e simbiose económica com as regiões dentro da Bacia dos Cárpatos. A Hungria, apoiada pelas Potências do Eixo, foi parcialmente bem sucedida em conquistar pacificamente alguns territórios (de maioria étnica húngara), regiões do antigo reino nas Arbitragens de Viena de 1938 e 1940, e também com força militar: regiões adquirida dos Cárpatos (Transcarpátia) em 1939 (etnicamente mista) e Backa Baranja, Međimurje e Prekmurje em 1941.
Após o final da Segunda Guerra Mundial, as fronteiras da Hungria, tal como definidas pelo Tratado de Trianon foram restauradas, exceto três vilarejos húngaros que foram dados à Checoslováquia. Estas vilas são parte de Bratislava. O revisionismo histórico foi muitas vezes utilizado por ambos, os defensores e opositores, da Grande Hungria. Atualmente, alguns húngaros ainda sentem saudades da velha Hungria Unida, mas definitivos revisionismos territoriais continuam a ser uma posição política marginalizada, que é desnecessário para muitos, considerando que o Estado é atualmente membro da União Europeia e existe a livre circulação entre fronteiras.